# Lawrence Eagleburger
Lawrence Eagleburger (Milwaukee, Wisconsin; 1 de agosto de 1930-Charlottesville, Virginia; 4 de junio de 2011) fue un político estadounidense que sirvió brevemente como Secretario de Estado de los Estados Unidos durante la presidencia de George H. Bush. Sirvió también en cargos menores durante las presidencias de Richard Nixon, James Carter y Ronald Reagan.

## Carrera política
Sirvió desde 1957 en el Departamento de Estado en las oficinas de Asuntos Exteriores de los Estados Unidos y en algunos consulados y embajadas. De 1961 a 1965 fue miembro de la embajada estadounidense en Belgrado, Yugoslavia.
En 1969 sirvió en la administración Nixon como asistente del asesor de seguridad nacional Henry Kissinger, permaneciendo en el cargo hasta 1971. Posteriormente trabajó como asesor de la comisión de los Estados Unidos en la Organización del Tratado del Atlántico Norte (OTAN) en Bruselas, Bélgica.
Después de la renuncia de Richard Nixon a la presidencia de los Estados Unidos dejó al lado la vida política por un tiempo, para retomarla en 1977 como embajador en Yugoslavia, dejando el puesto en 1980.
Fue ascendiendo cargos en la Secretaría de Estado desde la presidencia de Reagan y posteriormente ocupó el segundo cargo en importancia dentro de la secretaría durante el gobierno de Bush. Fue nombrado Secretario de Estado por un corto periodo para sustituir a James Baker quien se convirtió en el asesor de Bush para buscar la reelección, misma que no lograría. Eagleburger sirvió en el puesto hasta que el presidente le otorgó un receso.
Posteriormente fue asesor para las relaciones de Estados Unidos con Yugoslavia, de igual manera sirvió en la International Commission on Holocaust Era Insurance Claims que buscaba el pago de las pólizas de los asegurados que sobrevivieron al Holocausto.